# Tour de France 1994

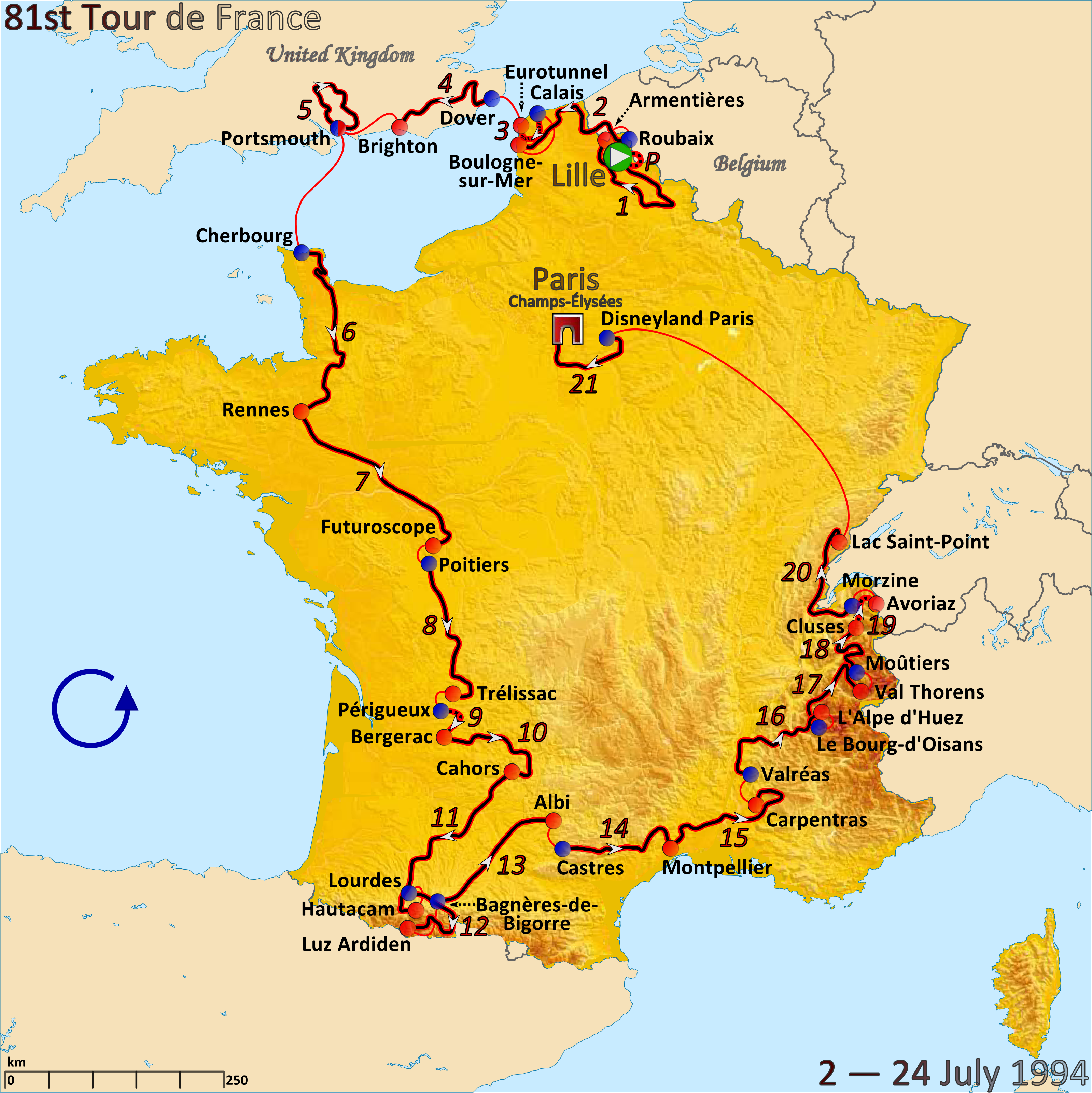
Överblick på etapperna under 1994 års Tour de France.

Tour de France 1995 cyklades 2–24 juli 1994 och vanns av Miguel Indurain, Spanien. Indurain tog därmed sin fjärde raka seger i Tour de France. Det cyklades Tour de France i Storbritannien det här året, då etapp 4 cyklades från Dover till Brighton och etapp 5 runt Portsmouth.

## Etapper
| Etapp    | Datum   | Start - Mål                  | Längd (km) | Etappsegrare             | Sammanlagt      |
| Prolog   | 2 juli  | Lille (ITT)                  | 7          | Chris Boardman           | Chris Boardman  |
| Etapp 1  | 3 juli  | Lille - Armentières          | 234        | Djamolidine Abdoujaparov | Chris Boardman  |
| Etapp 2  | 4 juli  | Roubaix - Boulogne-sur-Mer   | 203.5      | Jean-Paul van Poppel     | Chris Boardman  |
| Etapp 3  | 5 juli  | Calais - Eurotunnel          | 66.5 (TTT) | GB-MG                    | Johan Museeuw   |
| Etapp 4  | 6 juli  | Dover (GB) - Brighton (GB)   | 204.5      | Francisco Cabello        | Flavio Vanzella |
| Etapp 5  | 7 juli  | Portsmouth (GB) - Portsmouth | 187        | Nicola Minali            | Flavio Vanzella |
| Etapp 6  | 8 juli  | Cherbourg - Rennes           | 270.5      | Gianluca Bortolami       | Sean Yates      |
| Etapp 7  | 9 juli  | Rennes - Futuroscope         | 259.5      | Jan Svorada              | Johan Museeuw   |
| Etapp 8  | 10 juli | Poitiers - Trélissac         | 218.5      | Bo Hamburger             | Johan Museeuw   |
| Etapp 9  | 11 juli | Périgueux - Bergerac         | 64 (ITT)   | Miguel Induráin          | Miguel Induráin |
| Etapp 10 | 12 juli | Bergerac - Cahors            | 160.5      | Jacky Durand             | Miguel Induráin |
| Etapp 11 | 13 juli | Cahors - Lourdes-Hautacam    | 263.5      | Luc Leblanc              | Miguel Induráin |
| Etapp 12 | 14 juli | Lourdes - Luz-Ardiden        | 204.5      | Richard Virenque         | Miguel Induráin |
| Etapp 13 | 16 juli | Bagnères-de-Bigorre - Albi   | 223        | Bjarne Riis              | Miguel Induráin |
| Etapp 14 | 17 juli | Castres - Montpellier        | 202        | Rolf Sørensen            | Miguel Induráin |
| Etapp 15 | 18 juli | Montpellier - Carpentras     | 231        | Eros Poli                | Miguel Induráin |
| Etapp 16 | 19 juli | Valréas - L'Alpe d'Huez      | 224.5      | Roberto Conti            | Miguel Induráin |
| Etapp 17 | 20 juli | Bourg d'Oisans - Val Thorens | 149        | Nelson Rodriguez Serna   | Miguel Induráin |
| Etapp 18 | 21 juli | Moûtiers - Cluses            | 174.5      | Piotr Ugrumov            | Miguel Induráin |
| Etapp 19 | 22 juli | Cluses - Avoriaz             | 47.5 (ITT) | Piotr Ugrumov            | Miguel Induráin |
| Etapp 20 | 23 juli | Morzine - Lac Saint-Pont     | 208.5      | Djamolidine Abdoujaparov | Miguel Induráin |
| Etapp 21 | 24 juli | Euro Disneyland - Paris      | 175        | Eddy Seigneur            | Miguel Induráin |

## Slutställning
| Plats | Person             | Land      | Lag              | Tid       |
| 1     | Miguel Induráin    | Spanien   | Banesto          | 103.38.38 |
| 2     | Piotr Ugrumov      | Lettland  | Gewiss-Ballan    | 5.39      |
| 3     | Marco Pantani      | Italien   | Carrera-Tassoni  | 7.19      |
| 4     | Luc Leblanc        | Frankrike | Festina          | 10.03     |
| 5     | Richard Virenque   | Frankrike | Festina          | 10.10     |
| 6     | Roberto Conti      | Italien   | Lampre-Panaria   | 12.29     |
| 7     | Alberto Elli       | Italien   | GB-MG Technogym  | 20.17     |
| 8     | Alex Zülle         | Schweiz   | ONCE             | 20.35     |
| 9     | Udo Bolts          | Tyskland  | Deutsche Telekom | 25.19     |
| 10    | Vladimir Poulnikov | Ukraina   | Carrera-Tassoni  | 25.28     |